# کیل، لوکزامبورگ
کیل (به لوکزامبورگی: Keel) یک شهرداری در استان اش-سور-الزت کشور لوکزامبورگ است که ۱۴٫۸۶ کیلومترمربع مساحت دارد و جمعیت آن در سال ۲۰۰۹ میلادی ۸۱۹۷ نفر بوده‌است.